# 瓦连京·维克托罗维奇·弗拉索夫
瓦连京·维克托罗维奇·弗拉索夫（俄语：Валентин Викторович Власов，1947年11月22日—），新西伯利亚人，苏联及俄罗斯生物化学家，俄罗斯科学院院士。

## 生平
1947年生于新西伯利亚。1969年毕业于新西伯利亚国立大学自然科学系化学专业。1972年毕业苏联科学院西伯利亚分院新西伯利亚有机化学研究所。1982年获全博士学位，1990年晋升教授。
1969年开始在苏联科学院新西伯利亚有机化学研究所工作，历任核酸实验室研究员、实验室主任、副所长（1984年－1996年）。1996年至2017年，担任俄罗斯科学院新西伯利亚生物有机化学研究所所长（2003年更名为生物化学与基础医学研究所）。2017年转任顾问。2008年至2013年，担任俄罗斯科学院西伯利亚分院主席团副主席。
主要从事分子生物学生物聚合物的结构和功能研究。1990年当选苏联科学院通讯院士，2000年当选俄罗斯科学院生物科学学部院士。